# Ферестре (Дамбовица)
Ферестре (рум. Ferestre) насеље је у Румунији у округу Дамбовица у општини Рунку. Oпштина се налази на надморској висини од 598 m.

## Становништво
Према подацима из 2002. године у насељу је живело 482 становника, од којих су сви румунске националности.